# PTPN6

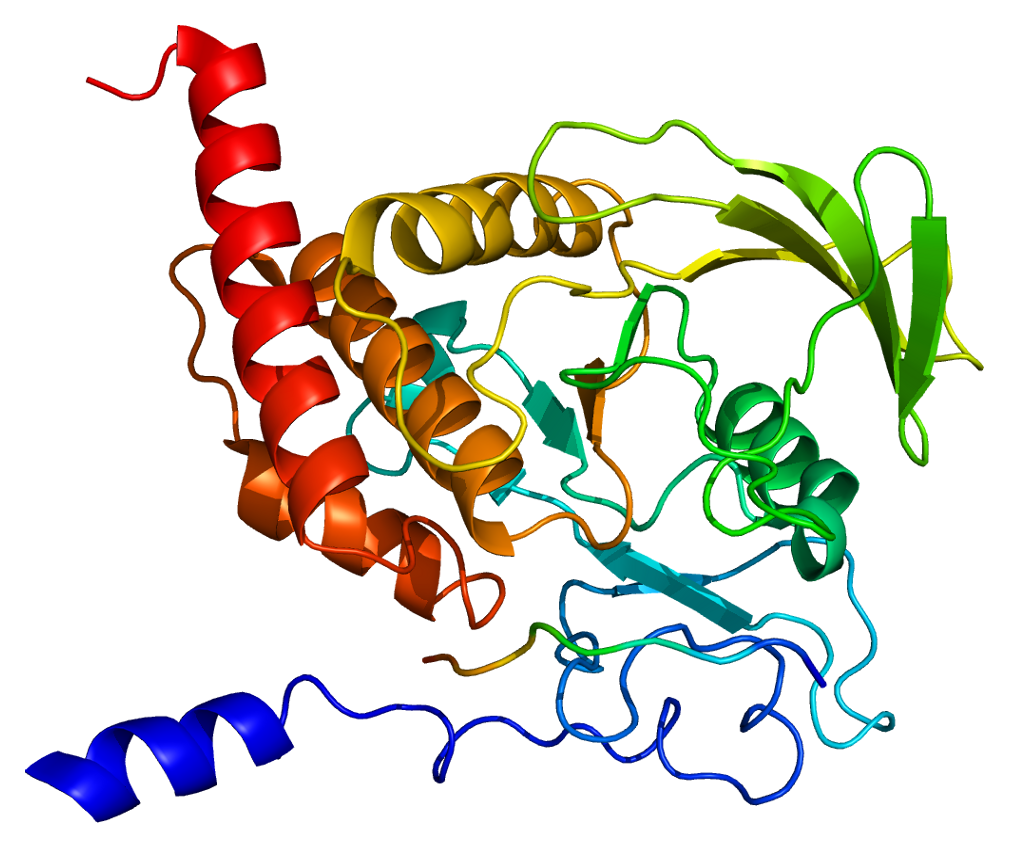
La tirosina proteína fosfatasa no receptora tipo 6.

La tirosina-proteína fosfatasa no receptora tipo 6, también conocida como fosfatasa-1 que contiene la región 2 del dominio de homología de Src (SHP-1), es una enzima que en humanos está codificada por el gen PTPN6.

## Función
La proteína codificada por este gen es un miembro de la familia de la proteína tirosina fosfatasa (PTP). Se sabe que las PTP son moléculas de señalización que regulan una batería de procesos celulares que incluyen el crecimiento celular, la diferenciación, el ciclo mitótico y la transformación oncogénica. La parte N-terminal de esta PTP contiene dos dominios de homólogo de Src en tándem (SH2), que actúan como dominios de unión de la proteína fosfo-tirosina y median la interacción de esta PTP con sus sustratos. Esta PTP se expresa principalmente en células hematopoyéticas y funciona como un importante regulador de múltiples vías de señalización en células hematopoyéticas. Se ha demostrado que esta PTP interactúa con un amplio espectro de fosfo-proteínas involucradas en la señalización de células hematopoyéticas, a las que desfosforila (por ejemplo, la vía LYN-CD22-SHP-1). Se han descrito múltiples variantes de este gen con splicing alternativo, que codifican distintas isoformas.

## Expresión
El gen SHP-1 tiene dos promotores: P-1, activo en células epiteliales, y P-2, activo en células hemopoyéticas. Además, la expresión de SHP-1 es baja en células epiteliales y alta en células hemopoéticas. En cáncer, el nivel de SHP-1 en células epiteliales aumenta y en células hematopoyéticas disminuye.

## Interacciones
Se ha demostrado que PTPN6 interactúa con: 
- BCR gene[4]
- CD117[5][6]
- CD22[7][8][9][10][11]
- CD31[12][13]
- CTNND1[14]
- EGFR[15][16]
- EPOR[17]
- FCRL3[18]
- Grb2[19][20][21]
- HOXA10[22]
- JAK2[23][24]
- LAIR1[25][26][27][28][29]
- LILRB2[30][31]
- LILRB4[32]
- Lck[33][34][35]
- LCP2[36][37]
- PRKCD[38]
- PTK2B[19][39]
- ROS1[40]
- SIRPA[25][41]
- SYK[19][42]
- TYK2[43]

|}
* Gen BCR
- CD117[5][6]
- CD22[7][8][9][10][11]
- CD31[12][13]
- CTNND1[14]
- EGFR[15][16]
- EPOR[17]
- FCRL3[18]
- Grb2[19][20][21]
- HOXA10[22]
- JAK2[23][24]
- LAIR1[25][26][27][28][29]
- LILRB2[30][31]
- LILRB4[32]
- Lck[33][34][35]
- LCP2[36][37]
- PRKCD[38]
- PTK2B[19][39]
- ROS1[40]
- SIRPA[25][41]
- SYK[19][42]  y
- TYK2[43]

|}